# Odontospiza caniceps
Il becco di piombo testa grigia (Odontospiza caniceps Delacour, 1943) è un uccello passeriforme della famiglia degli Estrildidi.

## Tassonomia
La specie ha una storia tassonomica piuttosto travagliata: essa è stata a più riprese classificata sia nel proprio genere monospecifico, Odontospiza Oberholser, 1905, che nel genere Lonchura, col nome di Lonchura griseicapilla (al fine di evitare casi di omonimia con la già esistente Lonchura caniceps), poi nuovamente mutato in Odontospiza griseicapilla, rivelatosi però sinonimo più recente di Odontospiza caniceps, che è stato perciò ripristinato. Ancora più recentemente, alcuni autori hanno proposto l'ascrizione di questa specie al genere Spermestes assieme alle varie specie di nonnetta africana, alle quali questi uccelli sembrano piuttosto vicini filogeneticamente, tuttavia le differenze fra essi e le altre specie di munie sembrano tali da farne generalmente ritenere corretta l'ascrizione ad un genere a sé stante.
Il nome scientifico del genere deriva dall'unione delle parole greche ὀδόντος (odontos, "relativo ai denti") e σπιζα (spiza, "fringuello), col significato di "fringuello dentato" in riferimento alla conformazione del becco, mentre il nome della specie deriva dall'unione delle parole latine canus ("grigio") col suffisso -ceps ("testa"), col significato quindi di "dalla testa grigia", in riferimento alla livrea di questi uccelli.

## Distribuzione ehabitat
Questa specie è diffusa in Africa orientale, dal Corno d'Africa a sud fino alla Tanzania e ad est fino al Sudan meridionale e all'Uganda.
L'habitat del becco di piombo testa grigia è costituito dalle aree di savana con presenza sparsa di alberi e cespugli, possibilmente con presenza di fonti d'acqua dolce permanenti nelle vicinanze, mentre questi uccelli tendono a evitare le zone aride, almeno durante il periodo riproduttivo: sempre durante il periodo riproduttivo tendono a mantenersi in aree pianeggianti al livello del mare, mentre normalmente sono molto mobili e possono essere osservati anche oltre i 2000 m d'altezza.

## Descrizione

### Dimensioni
Misura fino a 12 centimetri circa di lunghezza, per un peso medio di 11,5 grammi.

### Aspetto
Si tratta di un uccello dall'aspetto robusto, munito di un forte becco tozzo e conico, che mostra una caratteristica protuberanza verso la metà della porzione superiore alla quale la specie deve il proprio nome scientifico.

La colorazione è arancio-rosato su petto, ventre, collo e dorso, bruno-olivacea su ali e coda (con tendenza a scurirsi sulle remiganti e sulle timoniere) e grigia su codione, sottocoda e testa, con una banda nera che dai lati del becco va all'occhio ed un caratteristico effetto perlato su guance e fronte, dato dai bordi più scuri delle singole penne di quest'area. Il becco è grigio-nerastro, più scuro sulla punta che alla base, gli occhi sono bruno-nerastri, le zampe sono di color carnicino-grigiastro.

## Biologia
Si tratta di uccelli diurni e gregari, che si riuniscono in piccoli stormi nei quali sono ben riconoscibili le coppie: durante il giorno essi passano la maggior parte del tempo al suolo o fra gli steli d'erba alla ricerca di cibo, mentre durante la notte cercano riparo fra i rami degli alberi.

### Alimentazione
Grazie al forte becco, i becchi di piombo testa grigia sono in grado di spezzare gli involucri di una grande varietà di semi, principalmente graminacee e cereali, privilegiando quelli ancora immaturi o quelli in via di germinazione, che costituiscono la maggior parte della dieta di questi uccelli. Essi integrano inoltre la dieta con altro materiale di origine vegetale, come germogli, bacche e frutta, mentre è molto raro che mostrino interesse per cibi di origine animale, come piccoli insetti.

### Riproduzione
L'evento riproduttivo è concentrato nei periodi immediatamente successivi a quelli piovosi, in maniera tale da assicurare ai nascituri una maggior quantità di cibo. Il nido ha una forma sferica ed un caratteristico tunnel d'entrata piuttosto lungo, e viene edificato da entrambi i partner nel folto della vegetazione (principalmente su cespugli spinosi) utilizzando materiale fibroso di origine vegetale, come steli d'erba, foglie nastriformi e rametti. Al suo interno la femmina depone 4-6 uova, che vengono covate da ambo i sessi per 13-15 giorni: i nidiacei, ciechi e implumi alla nascita, vengono nutriti ed accuditi da ambedue i genitori per circa tre settimane, dopodiché, sebbene siano in grado d'involarsi, tendono a rimanere nei pressi del nido, tornandovi a riposare durante la notte per circa altri 7-10 giorni prima di allontanarsene definitivamente.